# Cheirodon
A Cheirodon a sugarasúszójú halak (Actinopterygii) osztályába, a pontylazacalakúak (Characiformes) rendjébe a pontylazacfélék (Characidae) családjába tartozó nem.

## Rendszerezés
A nembe az alábbi 10 faj tartozik:
- Cheirodon australe
- Cheirodon galusdai
- Cheirodon ibicuhiensis
- Cheirodon interruptus
- Cheirodon jaguaribensis
- Cheirodon kiliani
- Cheirodon luelingi
- Cheirodon ortegai
- Cheirodon parahybae
- Cheirodon pisciculus